# FA Charity Shield 1952
Lo FA Charity Shield 1952, noto in italiano anche come Supercoppa d'Inghilterra 1952, è stata la 30ª edizione della Supercoppa d'Inghilterra.
Si è svolto il 24 settembre 1952 all'Old Trafford di Manchester tra il Manchester United, vincitore della First Division 1951-1952, e il Newcastle, vincitore della FA Cup 1951-1952.
A conquistare il titolo è stato il Manchester United che ha vinto per 4-2 con reti di Roger Byrne, Jack Rowley (doppietta) e John Downie.

## Partecipanti
| Squadre        | Qualificazione                           | Partecipazioni precedenti (il grassetto indica la vittoria) |
| -------------- | ---------------------------------------- | ----------------------------------------------------------- |
| Manchester Utd | Vincitore della First Division 1951-1952 | 3 (1908, 1911, 1948)                                        |
| Newcastle Utd  | Vincitore della FA Cup 1951-1952         | 3 (1909 1932, 1951)                                         |

## Tabellino
| Manchester 24 settembre 1952                                 | Manchester United | 4 – 2 referto | Newcastle | Old Trafford (11.381 spett.) |
| \| \| \| \| \| Byrne Rowley Downie \| Marcatori \| Keeble \| |                   |               |           |                              |
|                                                              |                   |               |           |                              |
| Byrne Rowley Downie                                          | Marcatori         | Keeble        |           |                              |

| Manchester United | Newcastle |

### Formazioni
| Manchester Utd: |    |                 |
|                 |    |                 |
| P               | 1  | Ray Wood        |
| D               | 2  | Thomas McNulty  |
| D               | 3  | John Aston      |
| C               | 4  | Johnny Carey    |
| C               | 5  | Allenby Chilton |
| C               | 6  | Don Gibson      |
| A               | 7  | Johnny Berry    |
| A               | 8  | John Downie     |
| A               | 9  | Jack Rowley     |
| A               | 10 | Stan Pearson    |
| A               | 11 | Roger Byrne     |
| Allenatore:     |    |                 |
| Matt Busby      |    |                 |

| Newcastle Utd: |    |                |
|                |    |                |
| P              | 1  | Ronnie Simpson |
| D              | 2  | Bobby Cowell   |
| D              | 3  | Ron Batty      |
| C              | 4  | Ted Robledo    |
| C              | 5  | Bob Stokoe     |
| C              | 6  | Tommy Casey    |
| A              | 7  | Tommy Walker   |
| A              | 8  | George Robledo |
| A              | 9  | Vic Keeble     |
| A              | 10 | Neville Black  |
| A              | 11 | Bobby Mitchell |
| Allenatore:    |    |                |
| Stan Seymour   |    |                |